# Бродище (зупинний пункт)
Бродище (біл. Брадзішча) — зупинний пункт Могильовського відділення Білоруської залізниці в Осиповицькому районі Могильовської області. Розташований за 1,5 км на північний схід від села Бродище; на лінії Жлобин — Осиповичі I, поміж станцією Татарка і станцією Осиповичі III.